# (100728) Kamenice n Lipou
(100728) Kamenice n Lipou es un asteroide perteneciente al cinturón de asteroides descubierto el 2 de febrero de 1998 por Miloš Tichý y el también astrónomo Zdeněk Moravec desde el Observatorio Kleť, České Budějovice, República Checa.

## Designación y nombre
Designado provisionalmente como 1998 CK. Debe su nombre a Kamenice nad Lipou, una localidad de la República Checa.

## Características orbitales
Kamenice n Lipou está situado a una distancia media del Sol de 2,766 ua, pudiendo alejarse hasta 2,847 ua y acercarse hasta 2,685 ua. Su excentricidad es 0,029 y la inclinación orbital 5,563 grados. Emplea 1680,38 días en completar una órbita alrededor del Sol.

## Características físicas
La magnitud absoluta de Kamenice n Lipou es 15,9. 